# Laguna Sur (estación)
Laguna Sur es una estación ferroviaria, perteneciente a la red del Metro de Santiago, en la ciudad de Santiago, Chile. Se encuentra en el cruce de las avenidas Teniente Cruz con Laguna Sur, en la comuna de Pudahuel. Ubicada en la Línea 5, se encuentra por viaducto entre las estaciones Las Parcelas y Barrancas de la misma línea, fue inaugurada el 3 de febrero de 2011.
Esta estación fue inaugurada como parte de la extensión hacia Maipú de la red del Metro de Santiago, siendo una de las tres estaciones ubicadas en viaducto elevado. La estructura de la estación está compuesta de dos partes: los andenes que se ubican junto al viaducto elevado sobre el bandejón central de avenida Teniente Luis Cruz Martínez y un edificio ubicado en la esquina con Laguna Sur, el cual contiene las boleterías y puntos de acceso. Ambas están unidas por una pasarela sobre Teniente Cruz.
La estación está ubicada en un sector residencial de Pudahuel Sur, que incluye las villas Los Lagos, Pajaritos I, Pajaritos II y Del Sol.

## Historia

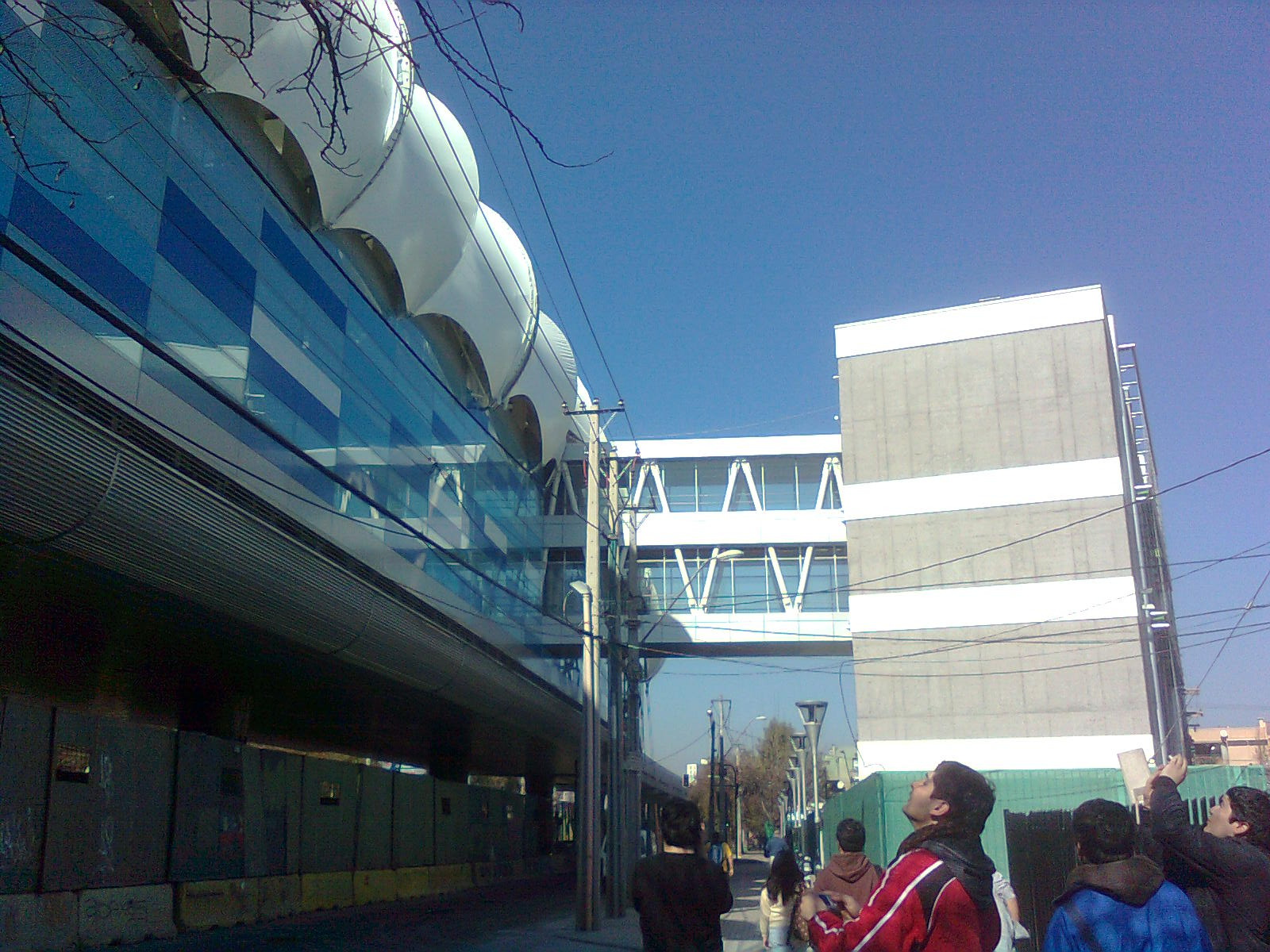
El edificio de acceso junto al viaducto, cuya tensoestructura blanca de Precontraint 902 S, material producido por Ferrari, recibió el reconocimiento Award of Excellence de la Industrial Fabrics Association International en noviembre de 2011.

A fines del año 2005, el presidente Ricardo Lagos anunció la extensión de la Línea 5 del Metro hasta la comuna de Maipú, luego de años de proyectos no realizados. El trazado original consistía en un túnel subterráneo desde la estación Mall Maipú (actual Monte Tabor) hasta el cruce de Teniente Cruz con la Ruta CH-68, en la comuna de Pudahuel. Sin embargo, los estudios de factibilidad técnica determinaron que la ruta no era rentable, debido a que cruzaba un terreno débil y húmedo sobre el cual existían muchas viviendas; un túnel requeriría de mayor esfuerzos y una mayor inversión, mientras que la alternativa de un viaducto era infactible por el alto costo de expropiaciones. El trazado en definitiva fue modificado y se prefirió continuar por Avenida Pajaritos en forma de viaducto elevado hasta girar en Teniente Cruz hacia el destino final. Esto generó un cambio de ubicación de la estación Laguna Sur, originalmente planificada en el cruce con la calle Mar de Drake, dejándola en la intersección con Teniente Cruz. La construcción de esta estación comenzaría a fines del año 2006 y se prolongaría por los años siguientes.
Las obras mayores finalizaron a mediados del año 2010, tras la cual se iniciaron las labores de acondicionamiento de la estación. El 5 de octubre de 2010 entró el primer tren por las vías de la estación y en diciembre comenzó la marcha blanca del servicio. Finalmente, la estación fue inaugurada por el presidente Sebastián Piñera el 3 de febrero de 2011 en conjunto con las estaciones del tramo entre Plaza de Maipú y Barrancas.
La llegada de la estación generó un importante cambio al sector, en el que se instalaron nueva iluminación y semáforos, se ampliaron y repavimentaron calles y surgieron nuevos proyectos inmobiliarios y comerciales en el sector.
El 19 de octubre de 2019 la estación sufrió un incendio que afectó el edificio de acceso, lo que impidió su funcionamiento normal hasta el 7 de septiembre de 2020, fecha en que fue reabierta.

### Accesos
| Acceso | Intersección                 |
| ------ | ---------------------------- |
| A      | Teniente Cruz con Laguna Sur |

## Galería

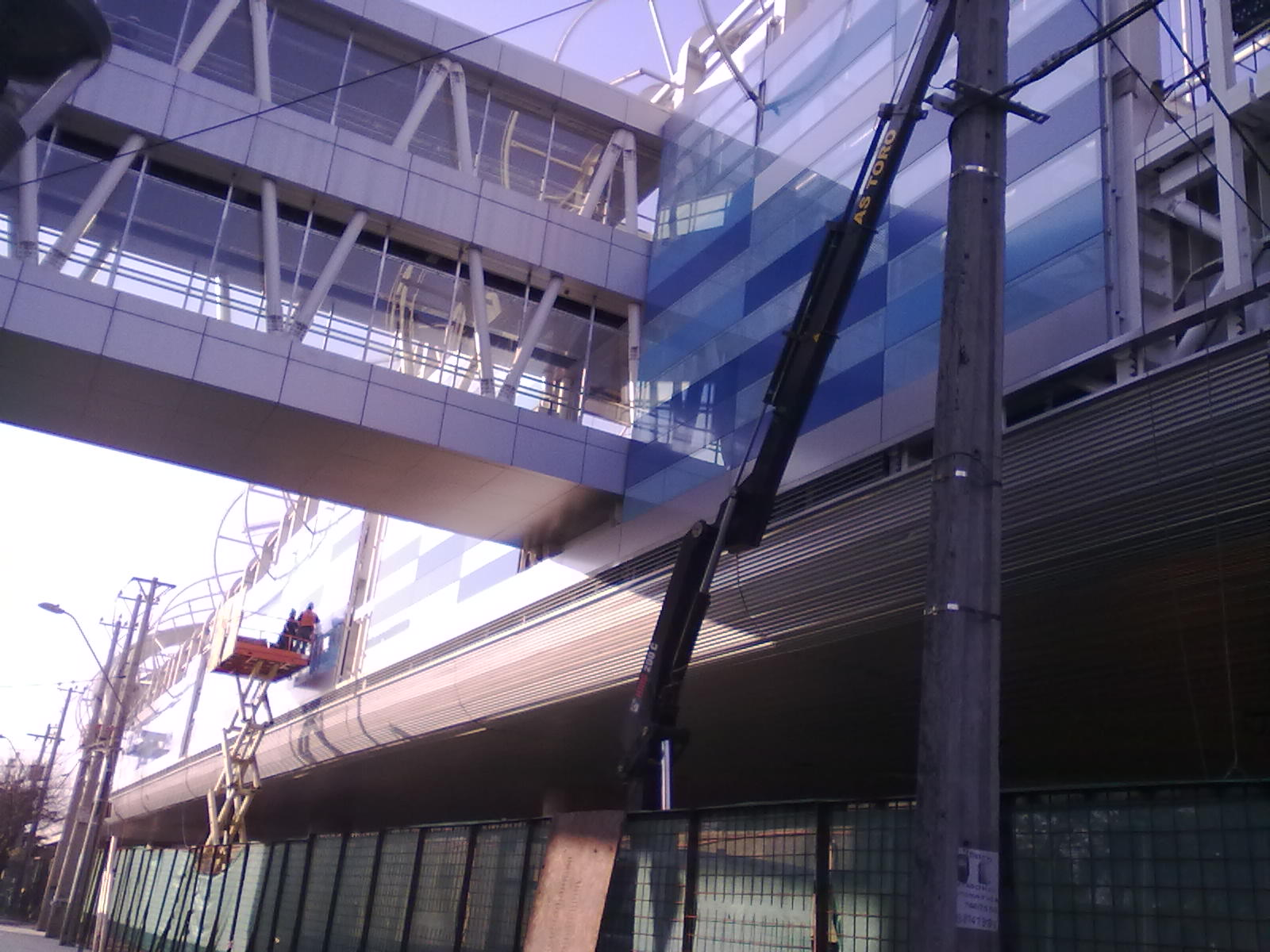
Puente del acceso hacia los andenes.
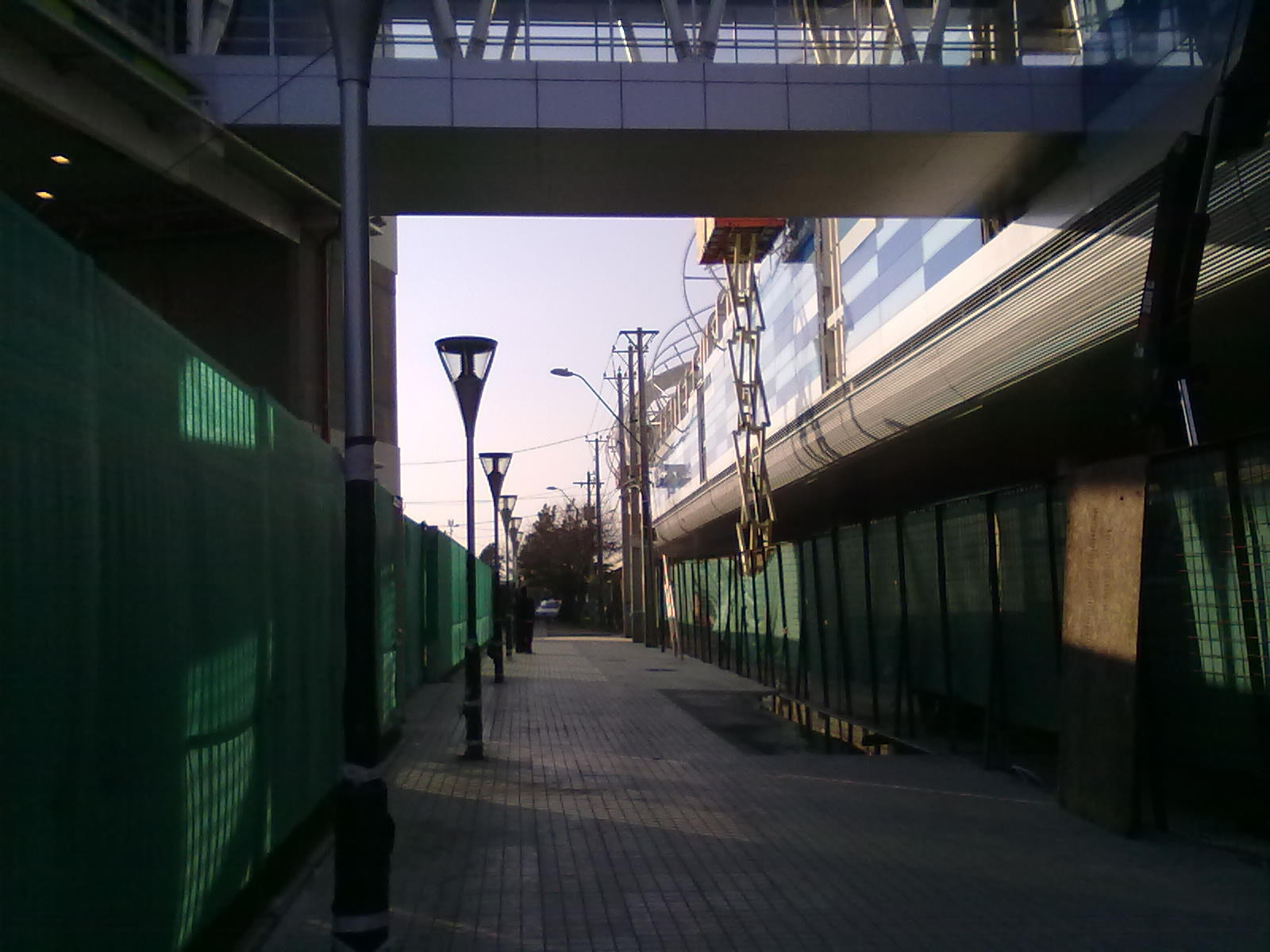
Estación durante su construcción.
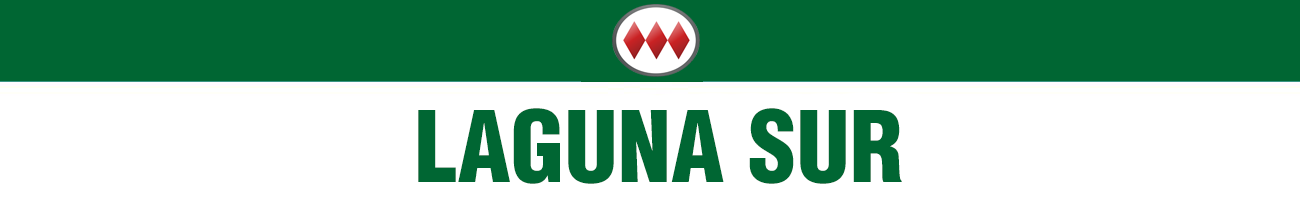
Cenefa utilizada actualmente en los andenes.
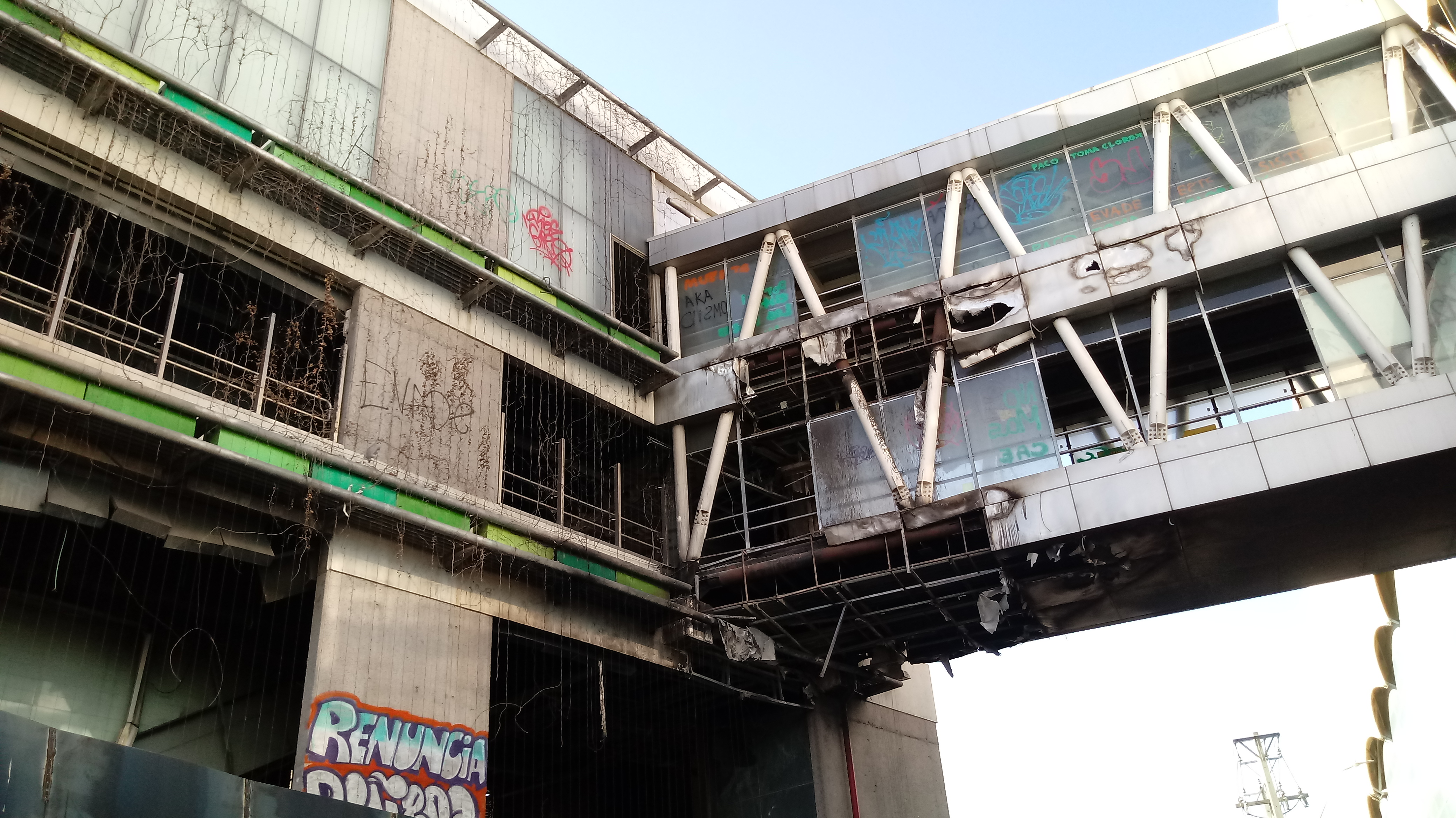
Estación incendiada el 2019, vista desde Av. Teniente Cruz.

## Conexión con Red Metropolitana de Movilidad
La estación posee 5 paraderos de la Red Metropolitana de Movilidad en sus alrededores (sin la existencia del paradero 6), los cuales corresponden a:
| Paradero/ Código                     | Recorridos                                                |
| ------------------------------------ | --------------------------------------------------------- |
| Parada 1 / Metro Laguna Sur (PJ81)   | 110 (Renca) - 110c (Renca) - 111 (Metro Pajaritos)        |
| Parada 2 / Metro Laguna Sur (PI767)  | 110 (Maipú) - 110c (Pudahuel Sur) - 111 (Ciudad Satélite) |
| Parada 3 / Metro Laguna Sur (PJ243)  | 424 (Metro U. de Chile)                                   |
| Parada 4 / Metro Laguna Sur (PJ246)  | 424 (Pudahuel Sur) - I02 (Rinconada) - J08 (Lo Franco)    |
| Parada 5 / Metro Laguna Sur (PJ1715) | J08 (Pudahuel Sur)                                        |
| Parada 7 / Metro Laguna Sur (PJ1676) | I02 (Metro Laguna Sur)                                    |